# Классическая археология
Классическая или античная археология — посвящённая Древним Греции и Риму. Родоначальница всей археологии как науки.
Возникла в эпоху Возрождения. Часть антиковедения.
Классическая археология изучает письменный период истории Древних Греции и Рима. Географически охватывает греко-римский мир от Испании до Средней Азии и Индии, от Северной Африки до Скифии и Сарматии.
На территории Греции масштабные исследования начались после получения ею независимости от Османской империи в 1830 году — туда направились английские, французские и немецкие археологи.